# تدخل اقتصادي

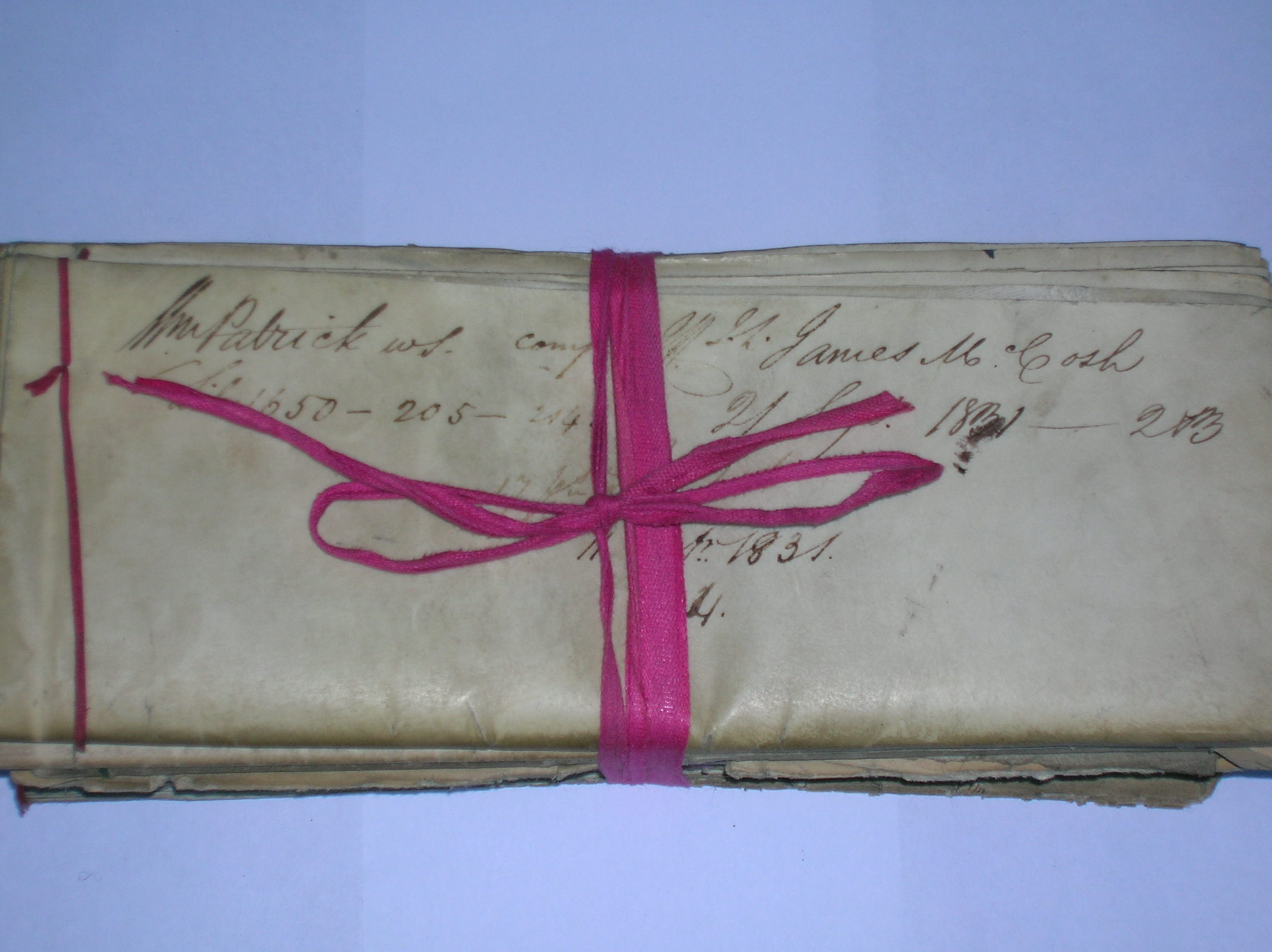
شريطة حمراء تربط وثائق من القرن التاسع عشر وهي أصل عبارة "الشريطة الحمراء" لنقد قوانين وقواعد التدخل الاقتصادي

التدخل الاقتصادي (في بعض الأحيان تدخل الدولة) هو رؤية اقتصادية استراتيجية تدعم تدخّل الحكومات في العمليّات التي تجري في السّوق لتصحيح فشله وتعزيز الرفاهيّة العامة للشعب. التدخّل الاقتصاديّ هو إجراءٌ تقوم به إمّا حكومة أو مؤسّسة دوليّة في اقتصاد السوق في محاولة للتأثير على الاقتصاد متجاوزةً النظم الأساسية للاحتيال وتنفيذ العقود وتوفير السلع العامّة. يمكن أن يهدف التدخّل الاقتصادي إلى مجموعة متنوّعة من الغايات السياسيّة أو الاقتصاديّة، مثل تعزيز النموّ الاقتصاديّ، وزيادة فرص العمل، وزيادة الأجور، ورفع الأسعار أو خفضها، وتعزيز المساواة في الدخل وضبط الموارد الماليّة، وضبط أسعار الفائدة، وزيادة الأرباح، أو مواجهة إخفاقات السوق.
يفترض مصطلح «التدخل» -على المستوى الفلسفي- أن تكون الدّولة منفصلةً عن الاقتصاد أصلاً  لذلك تنطبق المصطلحات على الاقتصادات الرأسماليّة القائمة على السوق حيث يتعارض عمل الحكومة مع القوى الموجودة في السوق والتي تمارس نشاطاتها فيه من خلال القوانين أو السياسات الاقتصادية أو الدعم المالي. (لكن الشركات المملوكة للدولة التي تعمل في السوق لا تشكل تدخّلاً). يستخدم مصطلح «التدخل» عادة من قبل دعاة سياسة عدم التدخل laissez-faire والأسواق الحرة.
وكثيرا ما يشار إلى اقتصادات السوق الرأسماليّة التي تتميز بدرجات عالية من التدخل الحكومي على أنها اقتصاداتٌ مختلطة.
عموماً، يرى الليبرتاريون والليبراليون وغيرهم من المدافعين عن اقتصاد السوق الحر أو اقتصاد عدم التدخّل، أن التدخلات الحكومية ضارّة، وذلك وفقاً لقانون العواقب غير المقصودة unintended consequences, والإيمان بعدم قدرة الحكومة على إدارة المخاوف الاقتصادية بفعّالية، ولاعتبارات أخرى.
في المقابل يميل العديد من الليبراليين العصريين (في الولايات المتحدة) والديمقراطيين الاجتماعيين الجدد (في أوروبا) لدعم التدخّل الاقتصادي، ويرون أن التدخّلات الاقتصادية للدّولة هي وسيلة هامّة لتعزيز المساواة في الدخل والرفاهيّة الاجتماعية. كما تدعم أيضاً العديد من الجماعات الوسطيّة اليمينيّة -مثل الديغوليّة (نسبة لتشارل ديغول)Gaullists والديمقراطّيين المسيحييّن- التدخّل الاقتصادي الحكوميّ بهدف تطوير النظام الاجتماعي وتعزيز الاستقرار. وكثيراً ما يدعم القوميّون المحافظون التدخل الاقتصادي أيضاً باعتباره وسيلةً لحماية سلطة وثروات البلد أو شعبه، لا سيما من خلال المزايا الممنوحة للصناعات التي تعتبر حيوية على المستوى الوطني. ينبغي القيام بالتدخل الاقتصادي عندما تفوق الفوائدُ المتوقّعة (الخارجية) التكاليفَ.
من ناحيةٍ أخرى، يشعر الماركسيّون في كثير من الأحيان أنّ برامج الرعاية الحكوميّة قد يتداخل مع هدف الإطاحة بالرأسماليّة واستبدالها بالاشتراكيّة، لأنّ دولة الرفاهيّة تجعل الرأسمالية مقبولة أكثر بالنسبة للعمّال العاديين. وكثيراً ما ينتقد الاشتراكيوّن التدخّلات الاقتصادية (كما يدعمها الديمقراطيون الاجتماعيون والليبراليون الاجتماعيون) باعتبارها غير منيعة ومن شأنها أن تسبّب المزيد من التشويه الاقتصادي على المدى الطويل. من هذا المنظور، فإنّ أي محاولة لترميم تناقضات الرأسمالية ستؤدّي إلى تشوّهات في الاقتصاد في مكان آخر، بحيث يكون الحلّ الحقيقيّ الوحيد والدائم هو باستبدال الرأسماليّة بالكامل بالاقتصاد الاشتراكيّ.

## التأثيرات
موضوع تأثيرات التدخل الاقتصادي للدولة هو موضوع خلافيّ إلى حدّ كبير.
لا تقوم السلطات التنظيميّة بإغلاق الأسواق باستمرار، ولكن كما رأينا في جهود التحرّر الاقتصادي من قبل دول ومؤسسات مختلفة (صندوق النقد الدولي والبنك الدولي) في أمريكا اللاتينية، «... يتوافق التحرير المالي والخصخصة مع الديمقراطية». تشير إحدى الدراسات إلى أنه بعد العقد الضائع lost decade ظهرت زيادة في «انتشار السلطات التنظيمية» بشكل متزايد،  شاركت هذه الجهات الفاعلة في إعادة هيكلة الاقتصادات داخل أمريكا اللاتينية. شهدت أمريكا اللاتينية خلال ثمانينيات القرن العشرين أزمة ديون وتضخمًا شديدًا (خلال عامي 1989 و1990). وقيّد أصحاب المصلحة الدوليّون النفوذ الاقتصادي للدولة، وألزموها بالتعاون عن طريق العقود الاقتصاديّة. مشاريع متعددة وسنوات من المحاولات الفاشلة، حتّى امتثلت الدولة الأرجنتينية للشروط، بدا بعدها أنّ تمديد الأجول والتدخل قد توقفا. هناك عاملان رئيسيان للتدخل حرضا على التقدّم الاقتصاديّ في الأرجنتين، وهما زيادة الخصخصة بشكل كبير وإنشاء هيئة التقد currency board. كما يمكن للمرء أن يرى ذلك مثالاً على تحريض المؤسسات العالمية بما في ذلك صندوق النقد الدولي والبنك الدولي على الانفتاح ونشرها لزيادة الاستثمارات الأجنبية والتنمية الاقتصادية في أماكن تشمل أمريكا اللاتينية.
في الدول الغربية، يقيّم المسؤولون الحكوميون –نظريّاً- التكلفة مقابل تدخّل السكان أو يخضعون بالإكراه من قبل طرف ثالث خاص ويتوجّب عليهم حينها اتخاذ إجراء. [13] كما أن التدخّل من أجل التنمية الاقتصاديّة يكون في تقدير أصحاب المصلحة ومصلحتهم الذاتية. لتوضيح ذلك: لم تدعم الحكومة والمؤسّسات الدوليّة بنكَ ليمان براذرز Lehman Brothers خلال أزمة الديون عام 2008؛ مما أتاح لهم إعلان الإفلاس. بعدها بأيام وعندما تراجعت AIG واقتربت من الانهيار، أنفقت الدولة المال العام لمنعها من السقوط. وذلك بسبب أنّ هذه الشّركات لديها مصالح مترابطة مع الدولة. ولذلك، فإنّ حافزهم يكون من خلال التأثير على الحكومة في تحديد السياسات التنظيمية  وهو ما لا يمنع تراكم الأصول.